# غباء اصطناعي
الغباء الاصطناعي (بالإنجليزية: Artificial stupidity)‏ هو مصطلح يستخدم في مجال علوم الحاسوب للإشارة إلى تقنية "إغفال" برامج الحاسوب من أجل تعمد إدخال أخطاء في ردودهم لإظهارهم بصورة الغبي.

## تاريخ
اقترح آلان تورينج في مقالته «الحاسوبية والذكاء» عام 1950 اختبارًا للذكاء أصبح معروفًا منذ ذلك الحين باسم اختبار تورينج، في حين أن هناك عددًا من الإصدارات المختلفة، فإن الاختبار الأصلي الذي وصفه تورينج بأنه يستند إلى " لعبة التقليد " تضمن "ذكاء آلي" (حاسوب يُشَغِّل برنامج ذكاء اصطناعي) ومشاركة أنثى ومحقق، كانت الأنثى والذكاء الآلي كلاهما يدعيان أنهما أنثى وكانت مهمة المحقق هي معرفة من هي الأنثى فيهم، والتي لم تتم من خلال فحص إجابات المشاركين على الأسئلة المكتوبة. في حين أن ما كان تورينج يقصده هو أن يعرف المحقق أن أحد المشاركين كان حاسوبًا.
أثار هذا الأمر عدة نقاشات واعتراضات على حجته التي أثارها تورينج من أن "الآلات لا يمكنها ارتكاب الأخطاء".
وكما لاحظ تورينج آنذاك فإن الرد على هذا الرد بسيط: لا ينبغي للآلة أن تحاول "إعطاء الإجابات الصحيحة للمسائل الحسابية". بدلاً من ذلك يجب إدخال أخطاء متعمدة في استجابات الحاسوب.

## التطبيقات
في علم الحاسوب هناك تطبيقان رئيسيان على الأقل للغباء الاصطناعي: توليد أخطاء متعمدة في روبوتات المحادثة التي تحاول اجتياز اختبار تورينج أو خداع المشاركين للاعتقاد بأنهم بشر. والقيود المتعمدة للذكاء الاصطناعي للحاسوب في ألعاب الفيديو من أجل التحكم في صعوبة اللعبة.

### روبوتات المحادثة
تم إجراء أول مسابقة لجائزة لوبنر في عام 1991. كما ورد في الإيكونوميست ، فإن المشاركة الفائزة تضمنت أخطاء متعمدة - وصفته الإيكونوميست بـ "الغباء المصطنع" - لخداع القضاة وجعلهم يعتقدون أنه إنسان. ظلت هذه التقنية جزءًا من مسابقات جائزة Loebner اللاحقة ، وتعكس المشكلة التي أثارها تورينج لأول مرة.

### تصميم اللعبة
يجادل لارس ليدن بأن التصميم الجيد للعبة يتضمن إيجاد توازن بين "ذكاء" الحاسوب وقدرة اللاعب على الفوز. من خلال ضبط مستوى "الغباء المصطنع" بدقة ، من الممكن إنشاء مسرحيات يتم التحكم فيها بواسطة الحاسوب تسمح للاعب بالفوز ، ولكن القيام بذلك "دون أن يبدو غير ذكي".

#### الخوارزميات
هناك العديد من الطرق لإدخال عملية اتخاذ القرار السيئة عمداً في خوارزميات البحث. خذ خوارزمية ميني ماكس على سبيل المثال. خوارزمية ميني ماكس هي خوارزمية بحث عدائية تُستخدم بشكل شائع في الألعاب التي تتطلب أكثر من لاعب واحد للتنافس ضد بعضهم البعض. الغرض الرئيسي من هذه الخوارزمية هو اختيار حركة تزيد من فرصتك في الفوز وتتجنب الحركات التي تزيد من فرصة فوز خصمك. ستكون خوارزمية مثل هذه مفيدة للغاية للحاسوب لأن الحواسيب قادرة على البحث في آلاف الخطوات للأمام. لتقليل هذه الخوارزمية للسماح بمستويات صعوبة مختلفة ، يجب تعديل الوظائف الإرشادية . عادة ، يتم إعطاء نقاط ضخمة في الدول الفائزة. إن التغيير والتبديل في الاستدلال عن طريق تقليل مثل هذه المكاسب الكبيرة من شأنه أن يقلل من فرصة الخوارزمية في اختيار الحالة الفائزة.
إن إنشاء وظائف إرشادية للسماح بالغباء هو أكثر صعوبة مما قد يعتقده المرء. إذا سمح الاستدلال بالحركة الأفضل ، فسيكون الخصم الحاسوبي شديد المعرفة ، مما يجعل اللعبة محبطة وغير ممتعة. ولكن إذا كان الاستدلال ضعيفًا ، فقد تكون اللعبة أيضًا غير ممتعة. لذلك ، يعتمد توازن الحركات الجيدة والحركات السيئة في لعبة الخصومة على وظيفة إرشادية جيدة التنفيذ.

### الحجج على الغباء الاصطناعي
يجادل مقال افتتاحي عام 1993 في مجلة ذي إيكونوميست بأنه لا يوجد "سبب عملي" لمحاولة إنشاء آلة تحاكي سلوك الإنسان ، لأن الغرض من الحاسوب هو أداء المهام التي لا يستطيع البشر إنجازها بمفردهم ، أو على الأقل لا. بكفاءة. أثناء مناقشة المشاركة الفائزة في مسابقة تورينج لعام 1991، والتي تمت برمجتها لإدخال أخطاء كتابية متعمدة في محادثتها لخداع الحكام ، تسأل الافتتاحية: "من يحتاج إلى حاسوب لا يستطيع الكتابة؟" 